# 阿勞科 (智利)

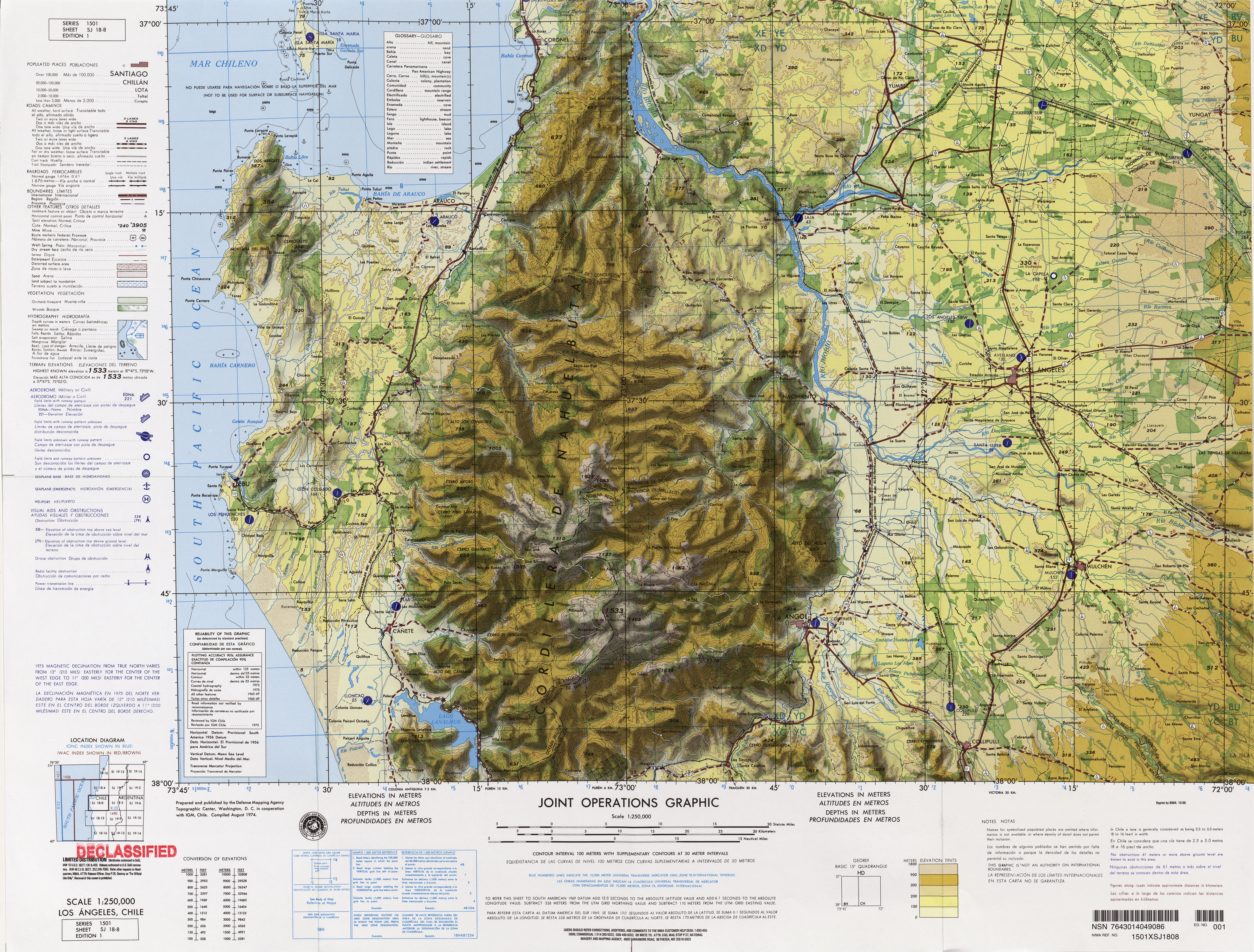

阿勞科（西班牙語：Arauco）是智利的城市，位於該國中部，由比奧比奧大區的阿勞科省負責管轄，始建於1552年，面積956平方公里，海拔高度12米，2002年人口34,873，人口密度每平方公里36.5人。

## 外部連結
- （西班牙文） Municipality of Arauco